# Chuck Grassley

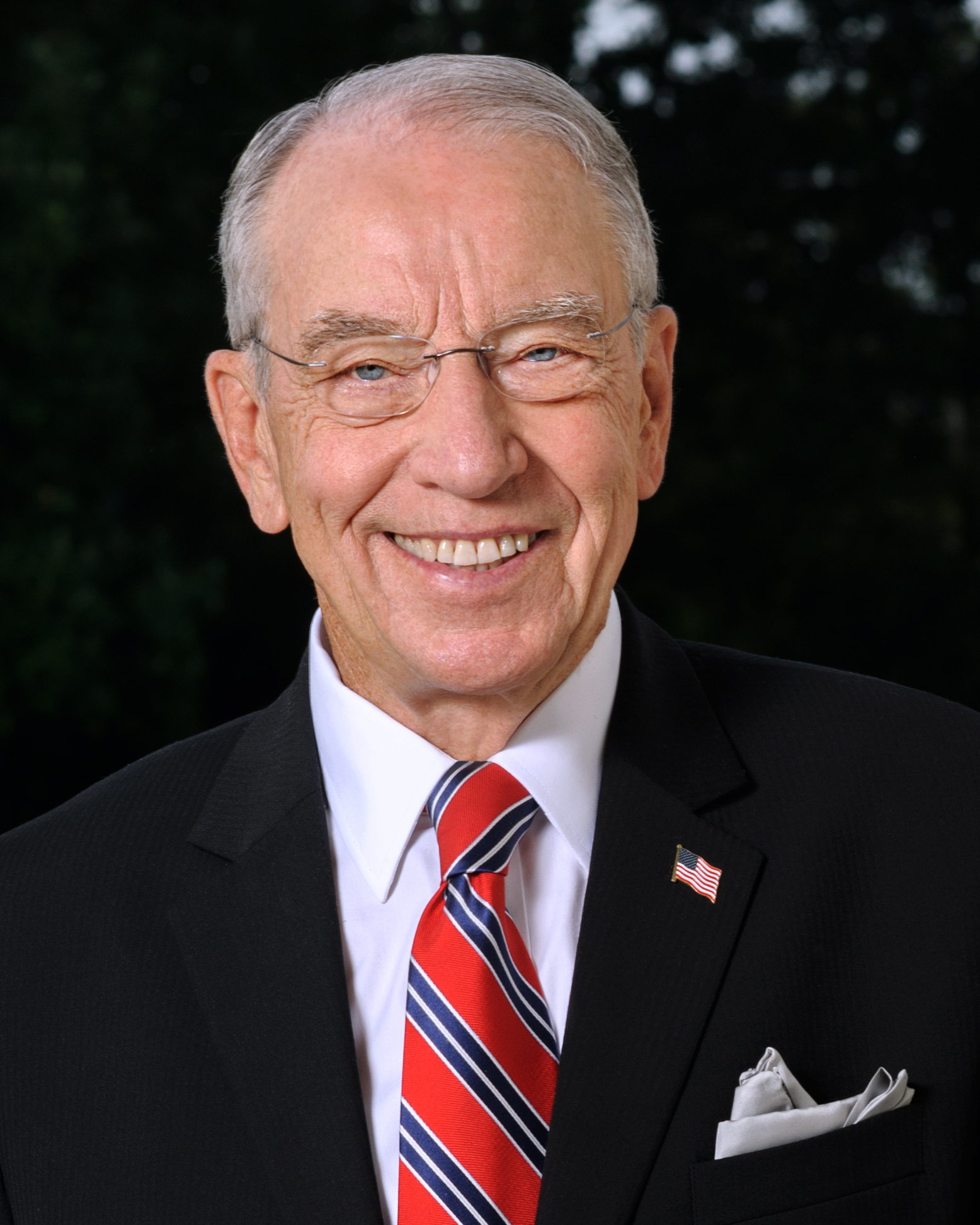
Chuck Grassley (2017)

Charles Ernest „Chuck“ Grassley (* 17. September 1933 in New Hartford, Butler County, Iowa) ist ein US-amerikanischer Politiker der Republikanischen Partei. Er gehört seit 1981 dem Senat der Vereinigten Staaten für den Bundesstaat Iowa an. Als Vorsitzender wichtiger Ausschüsse gilt er als einer der mächtigsten Politiker im Senat. Er war von 2019 bis 2021 dessen Präsident pro tempore und ist dies seit 2025 wieder.

## Familie, Ausbildung und Beruf
Grassley ist der Sohn von Louis Arthur Grassley und Ruth Corwin und wuchs auf der Farm seiner Eltern im zentralen Norden des Bundesstaates Iowa im Butler County auf. Er studierte am Iowa State Teachers College, an dem er 1955 den Bachelorgrad und 1956 den Masterabschluss in Politikwissenschaft erhielt. Von 1959 bis 1961 arbeitete Grassley als Metallschneider, von 1961 bis 1971 als Arbeiter am Fließband. Von 1962 bis 1971 gehörte er der Gewerkschaft International Association of Machinists an. Zudem war er Farmer und Universitätsdozent.
Der Baptist und Freimaurer ist Mitglied der konservativ-christlichen Gruppe „The Family“, die das National Prayer Breakfast organisiert. Er heiratete Barbara geb. Speicher 1954 und lebt mit ihr in seinem Geburtsort New Hartford, Iowa, wohin er fast jedes Wochenende aus Washington heimkehrt. Sie haben fünf Kinder. Sein Enkel Pat Grassley ist der Sprecher des Repräsentantenhauses von Iowa.

## Politische Laufbahn
1956 trat Grassley erstmals für das Repräsentantenhaus von Iowa an, unterlag aber bei dieser ersten politischen Kandidatur. Im November 1958 wurde er in dieses Unterhaus der State Legislature gewählt und gehörte diesem bis 1974 an.
Bei der Wahl 1974 gelang ihm im 3. Kongresswahlbezirk Iowas der Einzug ins Repräsentantenhaus der Vereinigten Staaten; 1976 und 1978 wurde er wiedergewählt und übte sein dortiges Mandat für den zentralen und östlichen Norden des Bundesstaates bis zum 3. Januar 1981 aus.
Bei der Wahl 1980 kandidierte er für den Senat der Vereinigten Staaten, siegte gegen den demokratischen Mandatsinhaber John Culver und zog am 3. Januar 1981 in den Senat ein. Diesem gehört er seitdem ununterbrochen an und gewann die folgenden Wahlen 1986, 1992, 1998, 2004, 2010, 2016 und 2022 erfolgreich für ein weiteres Mandat. Bei allen Wahlen erhielt er über 60 Prozent der Stimmen. Jedes Jahr hält Grassley Veranstaltungen in jedem der 99 Countys Iowas ab. Seit September 2023 ist er der älteste aller Senatoren, dienstältester Senator war er bereits ab Januar 2023.
Grassley wurde mit der Zeit einer der mächtigsten Senatoren seiner Partei. Er war von 2003 bis 2007 Vorsitzender des Finanzausschusses des Senats und von 2007 bis 2010 dessen Ranking Member, also ranghöchster Vertreter der Minderheitspartei. Im Januar 2019 wechselte Grassley wiederum zum Vorsitz des Finanzausschusses. Ab Januar 2015 war Grassley Vorsitzender des Justizausschusses, dessen Vorsitz im Januar 2019 Lindsey Graham übernahm. Grassley ist seit Januar 2019 wieder Vorsitzender des Finanzausschusses. Als dienstältester Senator der Mehrheitspartei war Grassley ab dem 3. Januar 2019 – nach dem Ausscheiden von Orrin Hatch – der Präsident pro tempore des Senats und damit auf Rang drei in der Nachfolge des Präsidenten der Vereinigten Staaten. Ab dem Januar 2021 übernahm Patrick Leahy (Vermont) das Amt, nachdem die Demokraten die Mehrheit im Senat errangen.
Im Februar gab Grassley an, er hätte sich noch nicht entschieden, ob er bei der Senatswahl 2022 erneut antreten möchte. Er entschied sich dann aber für eine Kandidatur. Grassley setzte sich in der Hauptwahl gegen den demokratischen Kandidaten Mike Franken durch. Grassleys Amtszeit läuft bis zum 3. Januar 2029, dann wäre er 95 Jahre alt. Für die Senatswahlen 2028 hat er seine Kandidatur bereits registriert (was Voraussetzung für das Sammeln von Wahlkampfspenden ist), aber noch offiziell nicht angekündigt, ob er sich tatsächlich der Wiederwahl stellt.

## Positionen und Kontroversen
Grassley hat sich gegen Cross-Border-Leasing-Geschäfte ausgesprochen. Er war einer von nur zwei Republikanern, die 1991 gegen den Zweiten Golfkrieg votierten, er stimmte aber für die Autorisierung des Irakkriegs 2002. Als Vorsitzender des Finanzausschusses war er an den Steuersenkungen der Regierung George W. Bush Anfang der 2000er Jahre beteiligt und identifizierte viele Fälle von Verschwendung und Betrug bei öffentlichen Ausgaben, was ihm Lob von Verbraucherschutz- und Steuerzahlerverbänden einbrachte. Im Senat war er auch federführend an Antitrust-Gesetzgebung und Reformen des Einwanderungsrechts sowie der Gesundheitsversicherung beteiligt. So setzte er 2006 eine Erweiterung von Medicare durch, die Unterstützung bei verschreibungspflichtigen Medikamenten gewährleistet, und war ein wichtiger Gegenspieler der Regierung bei der 2010 durchgesetzten Gesundheitsreform Obamacare, sprach sich aber dagegen aus, das beschlossene Gesetz über Gerichtsverfahren anzugreifen.
Grassley ist für ungewöhnliche Äußerungen bekannt. Seine „eindeutig unkoordinierten“ Tweets machten ihn zur Kultfigur. 2009 erregte Grassley internationales Aufsehen mit seiner Forderung, der National Science Foundation öffentliche Fördermittel zu streichen, weil deren Mitarbeiter angeblich während ihrer Arbeitszeit exzessiv pornografische Angebote im Internet konsumierten. Kurz darauf wurde eine Äußerung Grassleys im Zuge der AIG-Pleite sehr bekannt. Er riet den Managern, die sich nach milliardenschweren Staatzuschüssen trotz Misswirtschaft Boni auszahlten: „Folgen Sie dem japanischen Beispiel: Machen Sie eine Verbeugung – und dann treten Sie entweder zurück oder begehen Selbstmord.“

## Trivia
Senator Grassley wird als „Heiratsvermittler“ bezeichnet, weil sich in seinem Stab bereits 20 Ehepaare (Stand: Oktober 2023) gefunden haben.

## Auszeichnungen
- 2020: Großer Orden der Aufgehenden Sonne am Band (Japan)[19]